# Tibor Palánkai
Tibor Palánkai (n. 1 martie 1938, Jakabszállás, Districtul Kecskemét, Bács-Kiskun, Ungaria) este un economist maghiar distins cu premiul Széchenyi, profesor universitar, membru titular al Academiei Maghiare de Știință. Celebru cercetător al economiei integrării regionale și europene, precum a diviziunii internaționale a muncii. Rector științific adjunct al Facultății de Economie Marx Károly din Ungaria între anii 1977-1983 și rector al Facultății de Economie din Budapesta între anii 1997–2000.
Din anul 2001 este membru al Consiliul Universitar European (pe lângă Comisia Europeană).
Expert al Comisiei UE, în calitate de participant, la judecarea programelor Jean Monnet și a altor programe ale Uniunii Europene.

## Domenii de cercetare
Domeniu de cercetare: economia și procesul integrării europene, teoria integrării, adoptarea țărilor dezvoltate și cercetarea diviziunii muncii pe plan internațional (din perspectiva economiei mondiale). În cadrul acestor argumente a cercetat integrarea monetară, maturitatea integrării cu privire la noile aderări, în principal aderarea Ungariei la Uniunea Europeană. 
A efectuat cercetări și în argumentele economiei energiei mondiale, războiul economic și conversiunea industriilor de război.
Este autorul sau coautorul a mai mult de treisute de publicații științifice.

## Premii
- Premiul Academiei Maghiare de Știință (1994)
- Premiul Ordinului Marii Cruci pentru Merite acordat de Republica Ungară (1998)
- Premiul de cercetare Deák Ferenc (1999, Pro Renovanda Cultura Hungariae)
- Premiul Kautz Gyula (2008)
- Premiul Széchenyi (2009)
- Premiul Jean Monnet (2010)
- Doctor onorific al Facultății Pannon din Veszprém (2010)

## Publicații principale
- Marea Britanie și Comunitatea Națiunilor (1971) KJK. Budapest
- Integrarea Europei Occidentale (1976) KJK. Budapest
- Războiul economic în epoca dependenței reciproce (1985) Kossuth. Budapest
- Adaptarea la economia mondială a țărilor dezvoltate (1986) KJK. Budapest
- Sisteme de integrare în economia mondială (1989) KJK. Budapest
- Energii și economia mondială (1991) Aula, Budapest
- Știința economiei integrării europene (1995,2004) Aula. Budapest
- Integration and Transformation of Central and Eastern Europe (1997) Corvina. Budapest
- Etapele de dezvoltare a integrării economice (2003)
- Economics of Enlarging European Union (2004) Aula. Budapest
- Non-profit organisations and new social paradigms, Routlegde London and New York, 2013.
- Economics of Global and Regional Integration. Akadémiai Kiadó. Budapest. 2014
- The origin and characteristics of the Euro crisis and solutions in Reframing Europe’s Future Challenges and failures of the European construction Series: Routledge 2014 New York, London.
- Alte articole redactate de el pe pagina www.investorpartner.it (Ghid de afaceri)